# Codex Nuttall

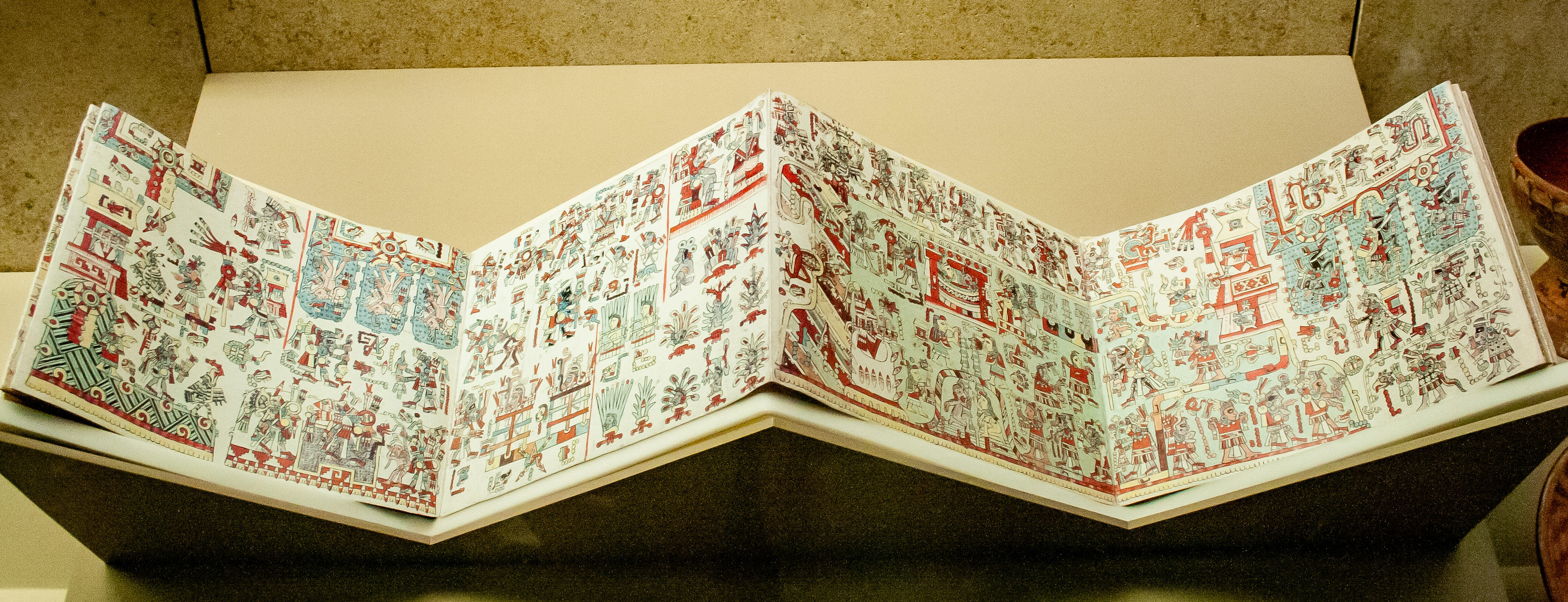
Codex Nuttall

Der Codex Nuttall (auch Codex Zouche-Nuttall) ist eine der noch erhaltenen präkolumbischen Bilderhandschriften der Mixteken, vermutlich aus dem 14. Jahrhundert.

## Beschreibung

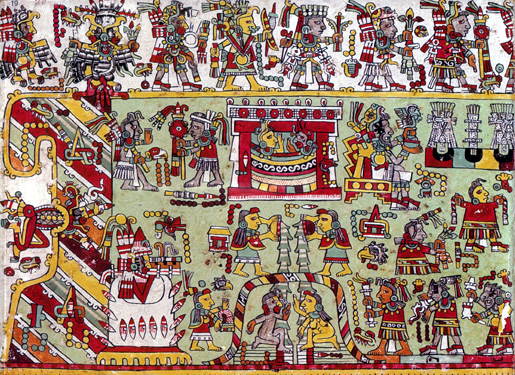
Codex Nuttall (Seite 22)

Der Codex ist ein 96-seitiges, ca. 11 Meter langes Faltbuch (Leporello) aus Hirschleder, das mit einer polierten Gipsschicht überzogen und auf 86 Seiten mit pflanzlichen und mineralischen Pigmenten beidseitig mit Piktogrammen und Ideogrammen bemalt wurde. Die Seiten sind 25,5 cm breit und 19 cm hoch.

## Herkunft
Der Codex stammt aus der Gegend des heutigen Oaxaca in Mexiko. 1519 sandte Hernán Cortés zwei Bücher der Indios („dos libros de los que tienen los yndios“) an König Karl V., von denen vermutet wird, dass eines der Codex Nuttall ist.
Der Codex wurde 1854 im Kloster San Marco in Florenz wieder aufgefunden. 1917 erwarb das British Museum in London den Codex (Add. Mss. 39671), seit 1973 der British Library unterstellt.

## Inhalt
Der Codex enthält eine dynastische Geschichtsschreibung, mit der man Herrscherreihen durch Jahrhunderte verfolgen kann.